# مذكرة ستالين

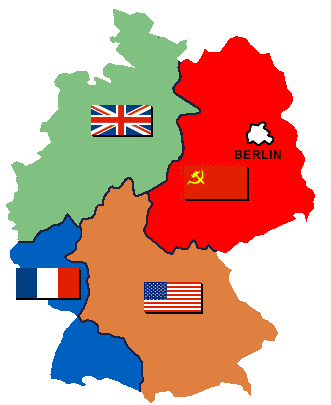
مناطق الاحتلال الأربعة في ألمانيا ما بعد الحرب.

مذكرة ستالين، المعروفة أيضًا باسم «مذكرة مارس»، وثيقة تم تسليمها لممثلي القوى المتحالفة الغربية (المملكة المتحدة وفرنسا والولايات المتحدة) من الاحتلال السوفيتي في ألمانيا في 10 مارس 1952. طرح الزعيم السوفيتي جوزيف ستالين اقتراحًا لإعادة توحيد ألمانيا وتحييدها، دون شروط على السياسات الاقتصادية مع ضمانات «لحقوق الإنسان والحريات الأساسية، بما في ذلك حرية التعبير والصحافة والاقتناع الديني والإيمان السياسي والتجمع» وحرية نشاط الأحزاب والمنظمات الديمقراطية.
أدلى جيمس واربرج، عضو لجنة العلاقات الخارجية بمجلس الشيوخ الأمريكي، بشهادته أمام اللجنة في 28 مارس 1952 ولاحظ أن الاقتراح السوفيتي قد يكون خدعة، لكن يبدو أن «حكومتنا تخشى من استدعاء الخداع للخوف أنه قد لا يكون خدعة على الإطلاق» وقد يؤدي إلى«ألمانيا حرة ومحايدة منزوعة السلاح»، والتي قد«يتم تخريبها في المدار السوفيتي». أدى ذلك إلى تبادل المذكرات بين الحلفاء الغربيين والاتحاد السوفيتي، والذي انتهى في النهاية بعد إصرار الحلفاء الغربيين على أن تكون ألمانيا الموحدة حرة في الانضمام إلى جماعة الدفاع الأوروبية وإعادة تسليحها وهو مطلب رفضه ستالين.
قام المستشار كونراد أديناور والحلفاء الغربيون في ذلك الوقت بتصوير خطوة ستالين كعمل عدواني حاول إيقاف عملية إعادة دمج ألمانيا الغربية. ومع ذلك، بعد ذلك كانت هناك مناقشات حول ما إذا كانت فرصة إعادة التوحيد قد ضاعت. بعد مرور ست سنوات على عمليات التبادل، ألقى وزيران ألمانيان، توماس ديهلر وغوستاف هاينمان، اللوم على أديناور لعدم استكشافه فرصة إعادة التوحيد.

## أول مذكرة لستالين

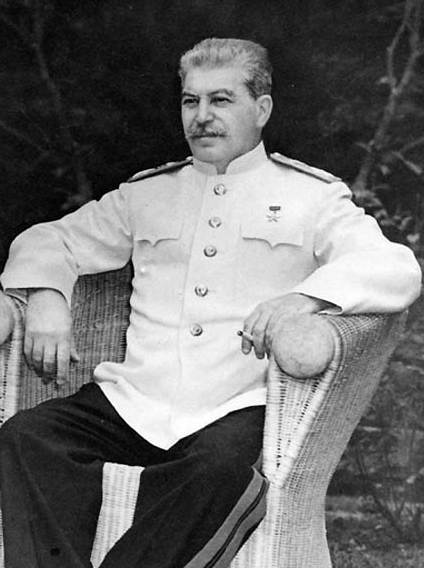
ستالين